# Karapotó
I Karapotó sono un gruppo etnico del Brasile che ha una popolazione stimata in circa 796 individui. Parlano la lingua Portuguese (codice ISO 639: POR) e sono principalmente di fede animista.